# Kolokani
Kolokani est une localité et une commune rurale malienne, chef-lieu du cercle de Kolokani, dans la région de Koulikoro.

## Géographie
Elle se situe sur la route nationale RN 3 (axe Bamako-Diéma) à 130 km au nord de la capitale Bamako. 
|            | Didiéni     |            |
| Sébékoro 1 | Kolokani    | Massantola |
| Guihoyo    | Tioribougou |            |

## Histoire
Lors de la réforme administrative de la République Soudanaise en 1960, la localité est instaurée comme le chef-lieu de l'un des cinq cercles de la région de Bamako.

## Villages

Carte communale

La commune s'étend sur 44 localités relevées lors du recensement général de 2009. 
Les villages les plus peuplés sont :
- Kolokani (13 307 habitants)
- Koumi (2 108 habitants)
- Nérékoro (1 917 habitants)

En 2023, la loi 2023-007 attribue à la commune 65 villages, fractions ou quartiers.

## Politique
| Année | Maire élu    | Parti politique |
| ----- | ------------ | --------------- |
| 2004  | Sékou Mariko | ADEMA           |
| 2009  | Mady Fofana  | Codem           |

### Ville jumelée
- Viroflay (France)